# Shelter Island (hrabstwo Suffolk)
Shelter Island – jednostka osadnicza w Stanach Zjednoczonych, w stanie Nowy Jork, w hrabstwie Suffolk, nad Oceanem Atlantyckim.